# 清真寺站 (印度)
清真寺站（车站代码MSD）是一座位于印度孟买南区班达尔清真寺（Masjid Bunder）片区的铁路车站，为孟买市郊铁路中央线和海港线的中途站，于1877年启用。站名源自周边的清真寺。
车站设有4个站台，西侧的两个站台（1、2号）为海港线站台，东侧两个站台（3、4号）为中央线慢车站台，站台之间通过人行天桥连接，车站东侧为中央线的快车轨道。由于周边存在多个批发市场（例如卡佛市场），车站客流量十分高。